# Dia do Herói Nacional
O Dia do Herói Nacional é uma comemoração nacional angolana, em memória do Doutor Agostinho Neto. É na data de nascimento de Agostinho Neto, 17 de Setembro. A figura histórica do país foi decisivo para a independência face a Portugal, e foi o primeiro presidente de Angola, ocupando o cargo durante pouco menos de quatro anos. As comemorações do Dia do Herói Nacional incluem palestras, iniciativas culturais, recreativas e educativas, e conferências. As celebrações podem começar alguns dias antes do Dia do Herói Nacional, como aconteceu, por exemplo, em 2015.